# Rudolph von Patkul

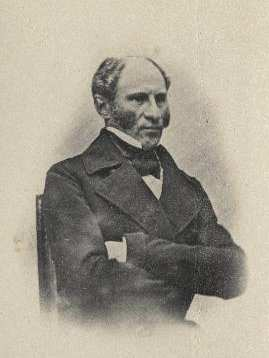
Rudolph von Patkul

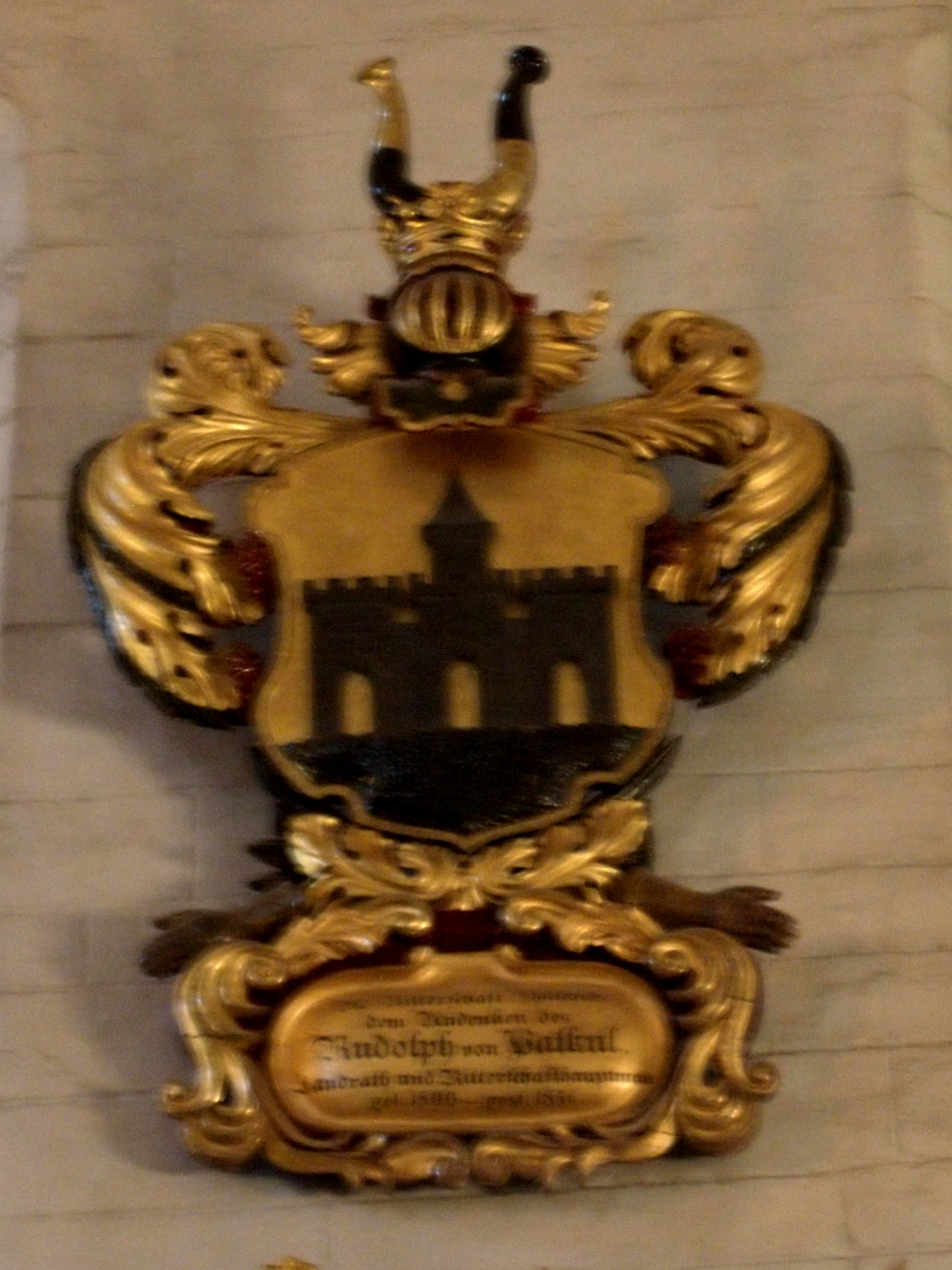
Epitaph im Dom von Tallinn

Karl Wilhelm Rudolf Thure von Patkul russisch Рудольф Яковлевич Паткуль (* 24. Januar 1800; † 30. April 1856) war Ritterschaftshauptmann der Estländischen Ritterschaft.

## Familie
Rudolf von Patkul entstammte der Familie Patkul und war ein Sohn des Johann Jakob von Patkul (1757–1811) und der Charlotte Juliane Luise, geborene von Helwig (1778–1804). Er war seit dem 10. November 1830 vermählt mit Alexandrine von Patkul (1807–1887).

## Leben
Patkul studierte von 1816 bis 1817 an der Kaiserlichen Universität Dorpat und anschließend an der Universität Heidelberg Rechtswissenschaften. In Heidelberg wurde er 1817 Mitglied des Corps Curonia. Er war schwedischer Kornett, Erbherr auf Habbinem (Ämari) im Harrien und besaß außerdem noch Nehhat (Nehatu), Illust (Illuste) und Patzal (Patsalu). Von 1825 bis 1832 war er Ritterschaftssekretär, dann von 1836 bis 1841 Ritterschaftshauptmann. Otto von Lilienfeld folgte ihm in diesem Amt. Von 1841 bis 1849 war er Landrat in Estland. Später noch war er in die Abstimmungen im Winter 1853 in Reval zum neuen Gesetzbuch für die estländischen Bauern involviert.
Im Tallinner Dom befindet sich Patkuls Ruhestätte mit einem kunstvollen hölzernen Epitaph.